# 雄川の滝
雄川の滝（おがわのたき）は、鹿児島県肝属郡南大隅町根占川北にある滝。
鹿児島県南東部の大隅半島の南部にある南大隅町の北部に位置し、南大隅町の中心街を流れる川、雄川の上流に所在する。南大隅町の市街地から、雄川沿いに山がある方向へ進んだところにある雄川の滝遊歩道駐車場から、およそ1.2キロメートルの遊歩道を進んだ地点にある。
滝を取り巻く地形は、シラス台地が川の流れによって浸食されて形成されたものであり、滝の落差は46メートルであり、幅は60メートルである。滝壺の水面は、エメラルドグリーンの色をしていることで知られる。柱状節理が連なる岩肌のあちらこちらから伏流水が流れ出ている。
この滝は、江戸時代後期の1843年に薩摩藩によって編纂され、領内の名所などが収録された三国名勝図会でも紹介されている。2013年の鹿児島銀行のカレンダーに採用されたことをきっかけに、観光客が訪れるようになった。
2018年放送の大河ドラマ『西郷どん』のオープニング映像に使用された。大隅南部県立自然公園に属していたが、2018年8月10日、雄川の滝とその下流の渓谷などの地域の計95ヘクタールが霧島錦江湾国立公園に編入された。肝属郡錦江町には、滝が一望できる「雄川の滝展望所」が設けられている。

## 交通
雄川の滝へは公共交通はない。展望所が２つあり、「上流展望所」は滝壺を上から、「雄川の滝展望所」は滝壺を間近に見られる。後者へは出発点になる駐車場（収容台数７０台）から遊歩道が整備されているが、南大隅町根占港付近からそこへ至る雄川沿いの道は狭いので注意を要する。駐車場には軽食用カフェとトイレがある。
この遊歩道は1,200メートルで、雄川の清流に沿ってきれいに整備されていて、途中上空に上流展望所付近の「滝見大橋」が見える。滝壺には木製２階建ての「雄川の滝展望所」があり、滝壺のエメラルド・グリーン色は水量が多いと見られない。遊歩道の下流には鹿児島県で最大級の発電所である雄川発電所（1920年建設）があり、取水は雄川の滝のすぐ上流で行われている。
遊歩道からの風景

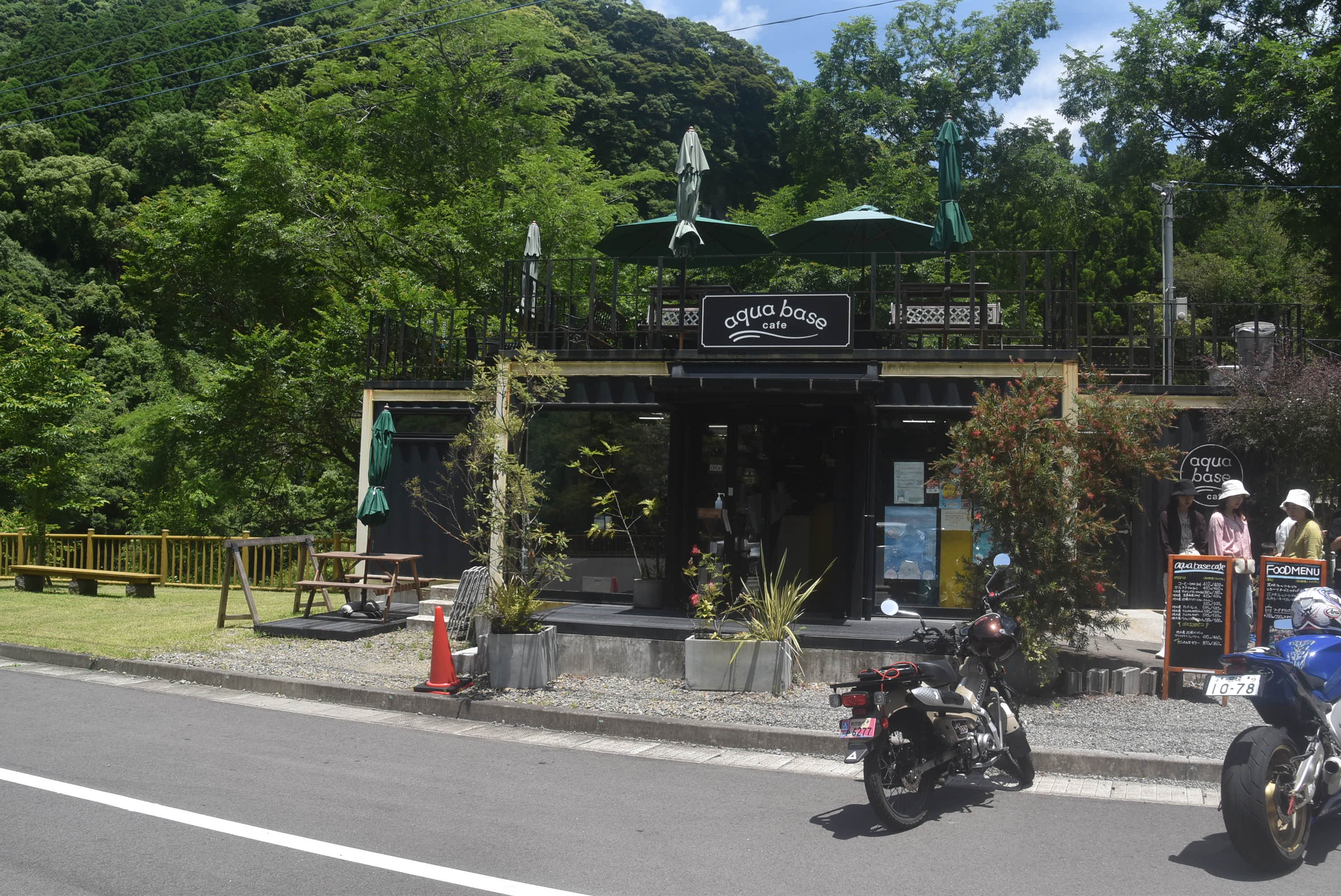
遊歩道の始点の駐車場にはカフェとトイレ
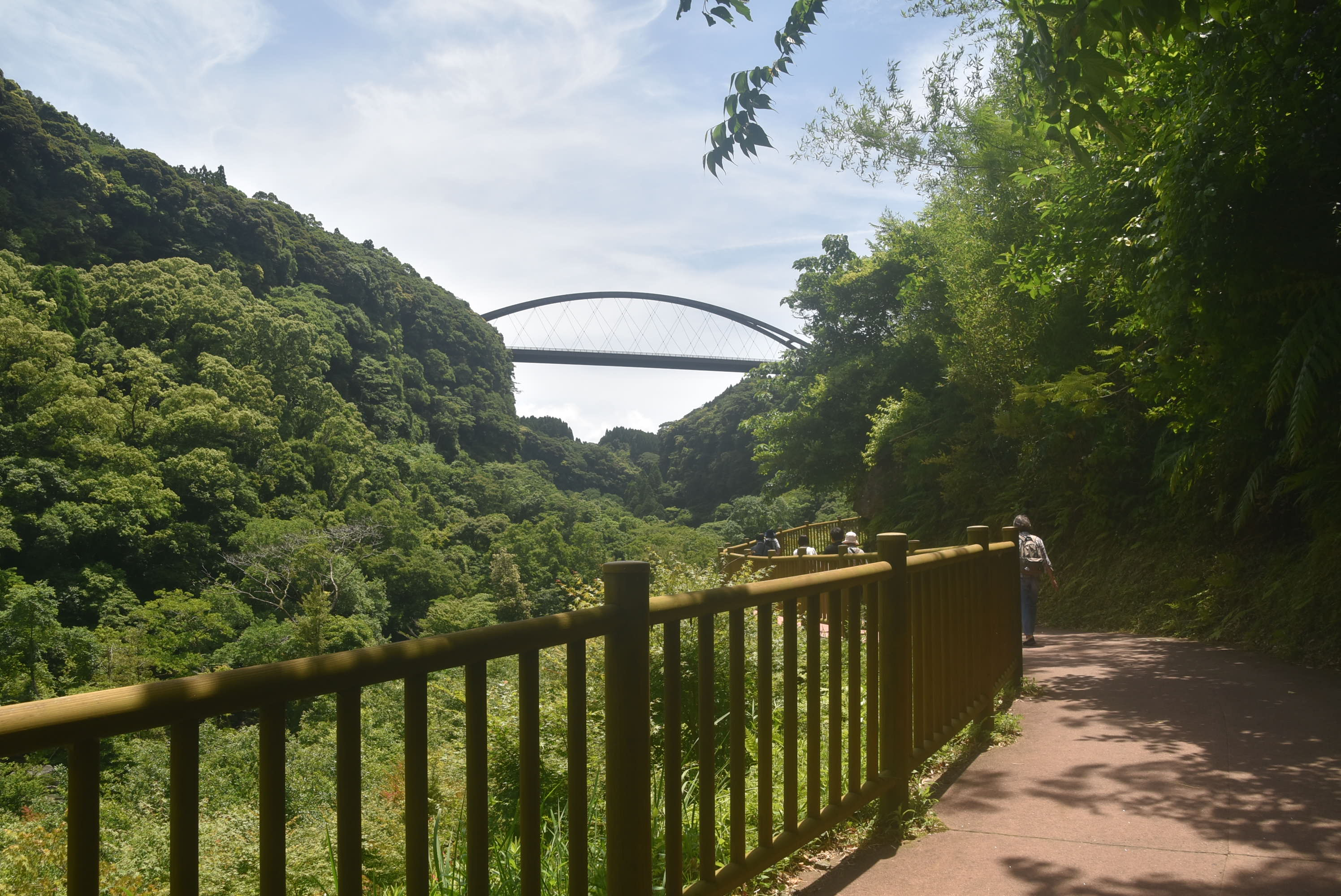
遊歩道の頭上に滝見大橋が見えてくる
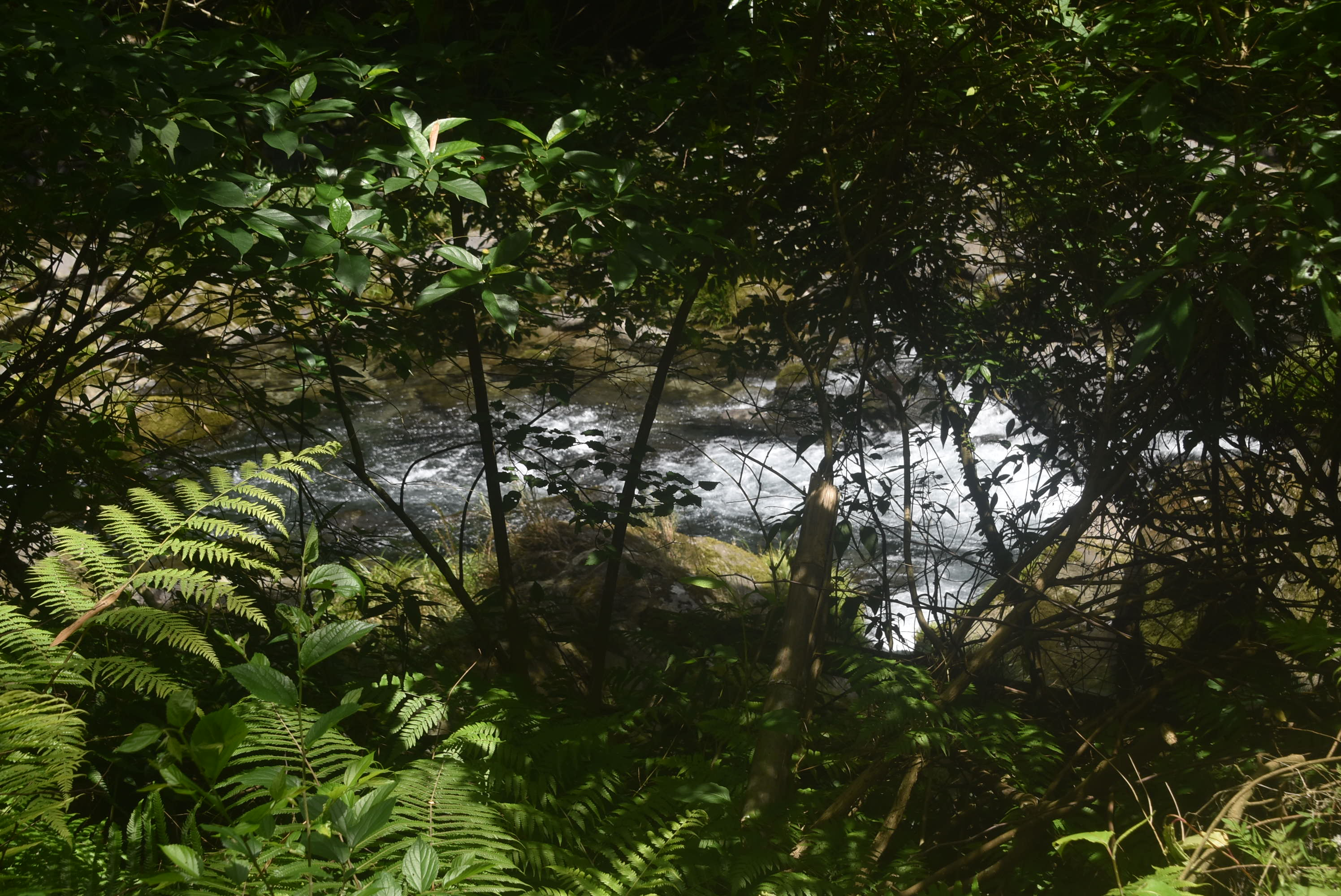
木々の間に雄川の清流が見える
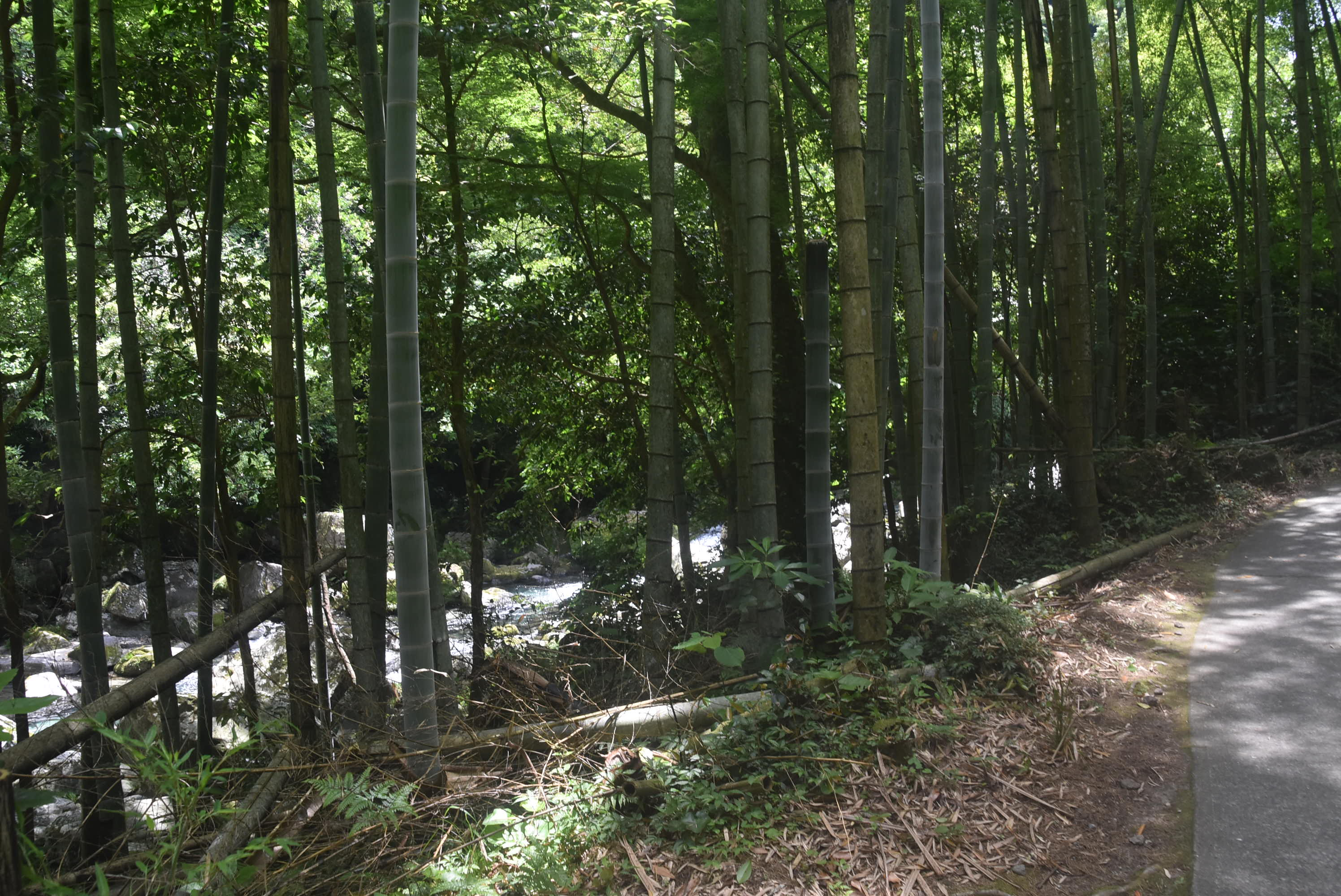
遊歩道に沿った竹林
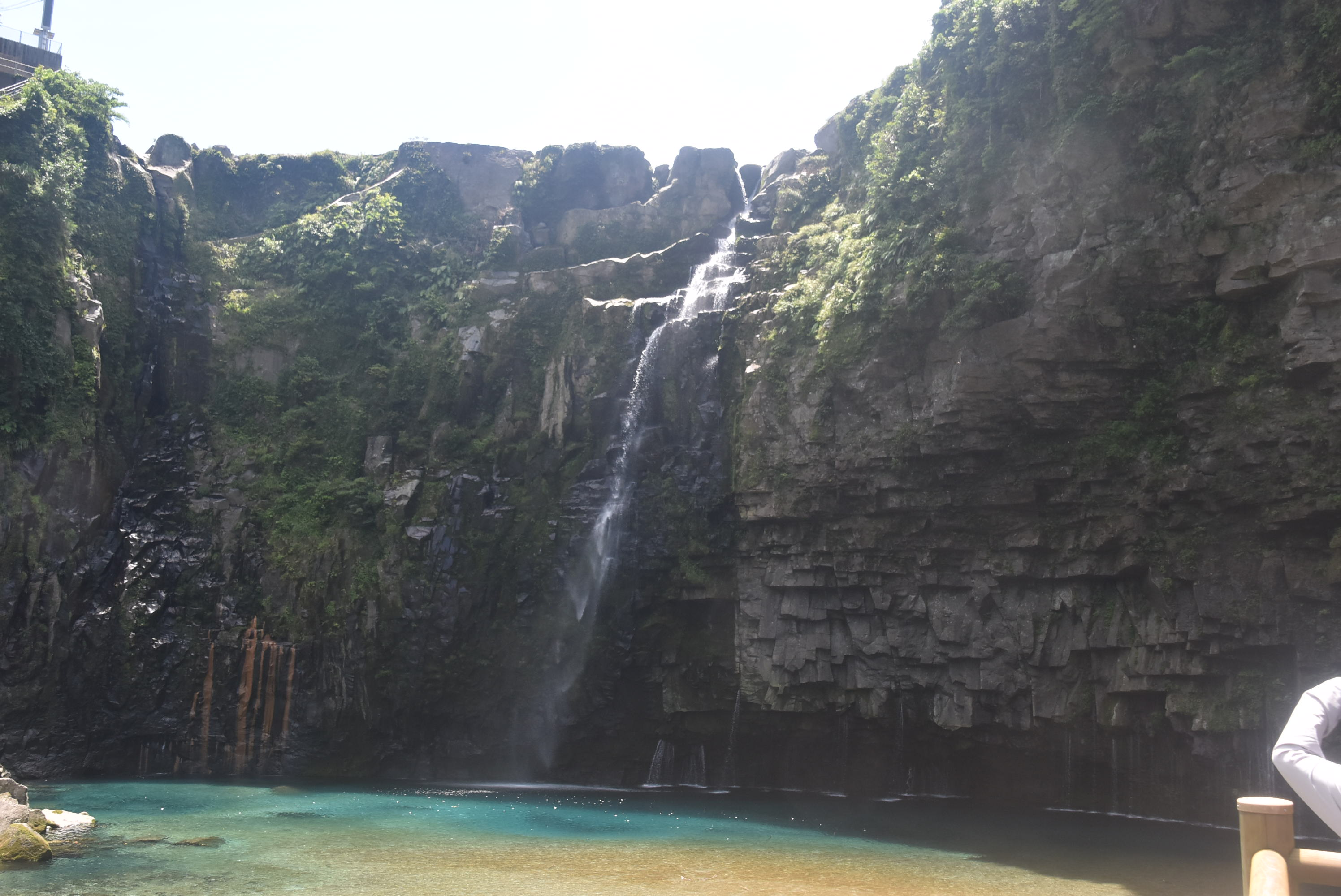
雄川の滝展望所からの風景